# Veine occipitale
La veine occipitale commence comme un plexus sous le cuir chevelu depuis la protubérance occipitale externe et la ligne nucale supérieure jusqu'à la partie arrière du sommet du crâne.
Du plexus émerge un seul vaisseau, qui traverse l'attachement crânien du trapèze et, plongeant dans le plexus veineux du triangle sous-occipital, rejoint les veines cervicales profondes et vertébrales.
Parfois, elle suit le trajet de l'artère occipitale et se termine dans la jugulaire interne ; dans d'autres cas, elle rejoint la veine auriculaire postérieure et débouche à travers elle dans la veine jugulaire externe.
La veine émissaire pariétale la relie au sinus sagittal supérieur ; et lorsqu'elle traverse la partie mastoïde de l'os temporal, elle reçoit la veine émissaire mastoïde qui la relie au sinus transverse. Il en résulte une communication directe et considérable entre la circulation veineuse de l'intérieur et de l'extérieur du crâne. C'était sur cette donnée anatomique que Morgagni fondait sa prédilection pour les saignées des veines occipitales dans l'apoplexie.
La veine diploïque occipitale la rejoint parfois.

## Galerie

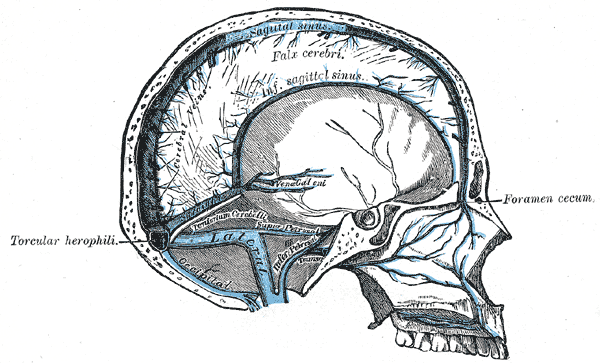
Coupe sagittale du crâne, montrant les sinus de la dure-mère.